# Ratpenat papallona de Machado
El ratpenat papallona de Machado (Glauconycteris machadoi) és una espècie de ratpenat de la família dels vespertiliònids. És endèmic d'Angola. És conegut a partir d'un sol exemplar, l'holotip.